# Kenny van Hummel
Kenny van Hummel (Arnhem, 30 de setembre de 1982) és un ciclista neerlandès, professional des del 2002 al 2014.
En el seu palmarès destaca la victòria a la Volta a Holanda del Nord del 2007, la Dutch Food Valley Classic de 2009 o la Ronde van Drenthe de 2011.

## Palmarès
- 2003
  - Vencedor d'una etapa dels Dos dies del Gaverstreek
- 2004
  - 1r al ZLM Tour
- 2005
  -  Campió dels Països Baixos sense contracte
- 2007
  - 1r a la Volta a Holanda del Nord
- 2009
  - 1r al Tour d'Overijssel
  - 1r a la Batavus Prorace
  - 1r a la Dutch Food Valley Classic
  - 1r al Tour de Rijke
  - Vencedor d'una etapa dels Quatre dies de Dunkerque
- 2010
  - Vencedor d'una etapa del Tour de Picardia
  - Vencedor d'una etapa de la Volta a Bèlgica
  - Vencedor de 4 etapes del Tour de Hainan
- 2011
  - 1r a la Ronde van Drenthe i vencedor de 2 etapes
  - 1r al Memorial Rik van Steenbergen
  - Vencedor d'una etapa de la Volta a Turquia
- 2012
  - Vencedor d'una etapa del Tour de Picardia
- 2013
  - Vencedor d'una etapa de la Arctic Race of Norway
- 2014
  - Vencedor d'una etapa del Tour de Langkawi
  - Vencedor d'una etapa del Tour de l'Azerbaidjan
  - Vencedor d'una etapa de la Volta a Veneçuela

### Resultats al Tour de França
- 2009. Abandona (17a etapa)
- 2012. Abandona (15a etapa)